# نولايرهبية
النولايرهبية (الاسم العلمي: Noelaerhabdaceae) هي فصيلة من الأسناخ الصبغية تتبع رتبة الذهبيات المتساوية من طائفة البذيرات الجيرية.

## أجناس
- الإميليانية